# Studley Királyi Park
A Studley Királyi Park a ciszterci Fountains-apátság romjai körül helyezkedik el Nagy-Britanniában, Yorkshire-ben. A parkban található egy 18. századi vízikert illetve egy neogótikus kastély is. A park és az apátság egy helyszínként került a világörökség listájára 1986-ban.

## Történet
Az apátságot 1132-ben tizenhárom benedekrendi szerzetes alapította. 1539-ben, amikor VIII. Henrik feloszlatta a kolostorokat, az apátság épületét és a hozzá tartozó 202 hektárnyi területet Sir Richard Gresham vette meg a koronától. A birtok több generáción át Sir Richard családjában maradt, majd Stephen Proctor vette meg. Ő építette a Fountains Hall-t, valószínűleg 1598 és 1604 között. A figyelemre méltó Erzsébet-kori épület részben az apátság romjainak köveiből épült. 
A Studley-birtokot 1693-ban John Aislabie örökölte. Aislabie 1695-től a parlament tory képviselője volt, majd 1718-ban pénzügyminiszter lett. 1720-ban azonban kizárták a parlamentből és a közéletből, miután az általa támogatott Déltengeri Társaság látványosan összeomlott. Aislabie ezek után visszatért Yorkshire-be és az 1718-ban elkezdett kertépítésnek szentelte magát. 1742-ben bekövetkezett halála után William nevű fia folytatta a tervet, megvásárolva az apátság romjait. Ezen kívül romantikus, festői  stílusban kibővítette a kertet, amely ellentétet képez az apja által tervezett szabályos alakzattal. A kétféle kert között helyezkedik el a vízikert. 
1966-ban a birtokot a West Riding-i megyei tanács vette meg, majd 1983-ban a műemlékvédelemmel foglalkozó "National Trust for Places of Historic Interest or Natural Beauty"-hoz került.

## Fordítás
Ez a szócikk részben vagy egészben a Studley Royal Park című angol Wikipédia-szócikk ezen változatának fordításán alapul.  Az eredeti cikk szerkesztőit annak laptörténete sorolja fel. Ez a jelzés csupán a megfogalmazás eredetét és a szerzői jogokat jelzi, nem szolgál a cikkben szereplő információk forrásmegjelöléseként.

## Külső hivatkozások
- Fountains Abbey & Studley Royal Water Garden
- A Studley Királyi Park a világörökség honlapján